# Urografi

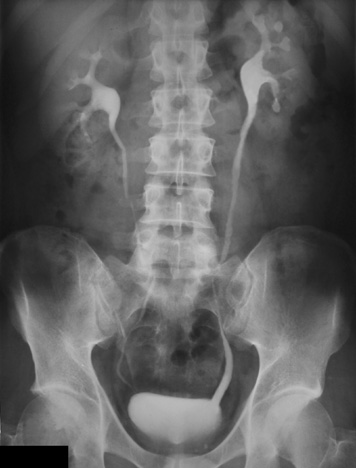
Röntgenbild som visar njurarna och urinblåsan

Urografi, en röntgenundersökning där njurarna och de övriga urinvägarna görs synliga på röntgenbilder men nu för tiden oftare datortomografibilder, med hjälp av ett jodhaltigt kontrastmedel.
Kontrastmedlet sprutas in i blodet via en nål som sätts i ett blodkärl oftast i armen och passerar så småningom njurarna.
Urografi använder man sig av vid exempelvis njursten för att lokalisera om stenar fortfarande är kvar men också för att undersöka så inte njurarna har tagit skada.
För att en läkare ska kunna ställa rätt diagnos krävs laxering dagen innan undersökningen. 